# Bakerius
Bakerius is een geslacht van halfvleugeligen (Hemiptera) uit de familie witte vliegen (Aleyrodidae), onderfamilie Aleurodicinae.
De wetenschappelijke naam van dit geslacht is voor het eerst geldig gepubliceerd door Bondar in 1923. De typesoort is Bakerius phrygilanthi.

## Soorten
Bakerius omvat de volgende soorten:
- Bakerius amazonicus Penny & Arias, 1980
- Bakerius attenuatus Bondar, 1923
- Bakerius calmoni Bondar, 1928
- Bakerius conspurcatus (Enderlein, 1909)
- Bakerius glandulosus Hempel, 1938
- Bakerius maculatus Penny & Arias, 1980
- Bakerius phrygilanthi Bondar, 1923
- Bakerius sanguineus Bondar, 1928
- Bakerius sublatus Bondar, 1928